# Turniej o Srebrną Ostrogę Ilustrowanego Kuriera Polskiego 1963
V turniej Srebrnej Ostrogi IKP – piąta odsłona zawodów żużlowych, w których zawodnicy ścigali się o nagrodę przechodnią zwaną "Srebrną Ostrogą". Turniej odbył się 20 października 1963. Zwyciężył po raz trzeci Jan Malinowski. Nie było to trzecie zwycięstwo z rzędu wskutek czego zawodnik ten nie otrzymał nagrody na stałe.

## Wyniki
źródło
- 20 października 1963, Stadion Apatora Toruń

| Msc. | Zawodnik             | Klub            | Pkt |         |  |
| ---- | -------------------- | --------------- | --- | ------- |  |
| 1    | Jan Malinowski       | Stal Rzeszów    | 12  | 3,3,3,3 |  |
| 2    | Stanisław Bauta      | Apator Toruń    | 11  | b.d.    |  |
| 3    | Wiesław Rutkowski    | Polonia Piła    | 8   | b.d.    |  |
| 4    | Tadeusz Jankowski    | Polonia Piła    | 8   | b.d.    |  |
| 5    | Bogdan Kowalski      | Apator Toruń    | 7   | b.d.    |  |
| 6    | Marian Rose          | Apator Toruń    | 7   | b.d.    |  |
| 7    | Marian Kwarciński    | Start Gniezno   | 7   | b.d.    |  |
| 8    | Stanisław Ptak       | Apator Toruń    | 5   | b.d.    |  |
| 9    | Paweł Mirowski       | Tramwajarz Łódź | 4   | b.d.    |  |
| 10   | Roman Cheładze       | Apator Toruń    | 4   | b.d.    |  |
| 11   | Henryk Cieślewicz    | Start Gniezno   | 3   | b.d.    |  |
| 12   | Włodzimierz Sumiński | Tramwajarz Łódź | 2   | b.d.    |  |
| 13   | Tadeusz Jaworski     | Apator Toruń    | 0   | b.d.    |  |
| 14   | Janusz Kościelak     | Stal Rzeszów    | 0   | b.d.    |  |